# The Root of All Evil?
The Root of All Evil? (slovensko Vir vsega zla?) je televizijski dokumentarec Richarda Dawkinsa, v katerem dokazuje, da bi bil svet boljši brez religij in Boga.
Premiera dokumentarca je potekala januarja 2006 na britanskem Channel 4. Predvajan je bil v dveh 45 minutnih nadaljevanjih.
Dawkins pojasnjuje, da naslov Vir vsega zla? ni bil njegova izbira, vendar je Channel 4 vztrajal pri naslovu zaradi kontroverznosti. Vprašaj na koncu naslova je zahteval, ker se mu je trditev, da je karkoli vir vsega zla, zdela absurdna. Dawkinsova knjiga Bog kot zabloda, ki je izšla septembra 2006, podrobneje opisuje temo, obravnavano v dokumentarcu.